# Taeniotes iridescens
Taeniotes iridescens är en skalbaggsart som beskrevs av Dillon 1941. Taeniotes iridescens ingår i släktet Taeniotes och familjen långhorningar.
Artens utbredningsområde är Panama. Inga underarter finns listade i Catalogue of Life.